# Affiloir de Gargantua

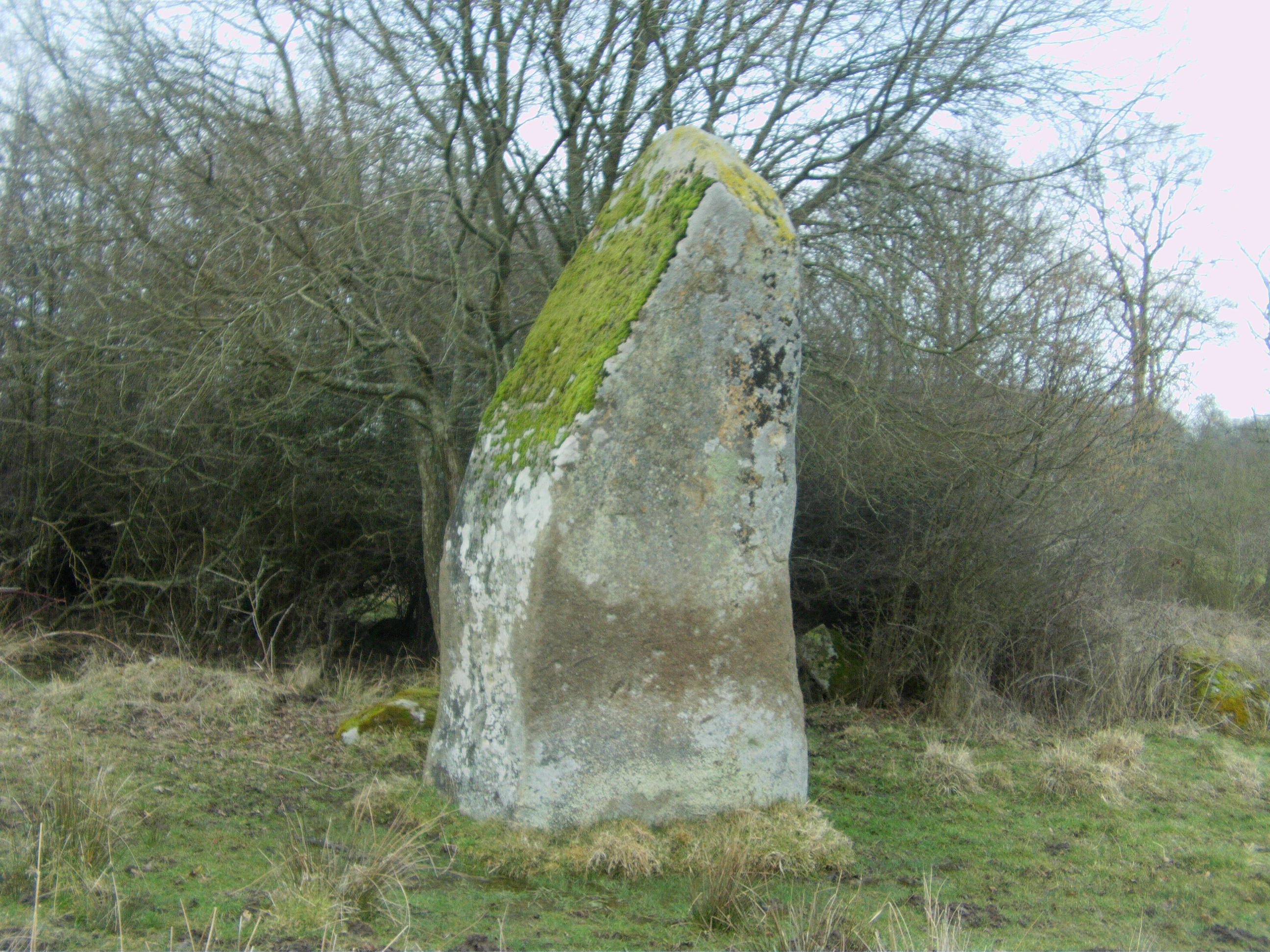
Affiloir de Gargantua

Der etwa vier Meter hohe Menhir Affiloir de Gargantua (auch Pierre de Gargantua genannt; deutsch Wetzstein von Gargantua) steht im Weiler Grand Douit, nordöstlich von Craménil, nahe der Grenze zu Chênedouit im Département Orne in der Normandie in Frankreich.
Gargantua ist der Name eines mythischen Riesen, den François Rabelais (1483–1553) in seinem Romanzyklus Gargantua und Pantagruel im 16. Jahrhundert bekannt machte. Es gibt weitere Menhire und einen Dolmen mit dem Namen Les Palets de Gargantua im Département Indre-et-Loire und den Tumulus „Hottée de Gargantua“ bei Molinchart.
Der Menhir ist seit 1889 als Monument historique klassifiziert.
In der Nähe liegt der Dolmen La Table des Fées (Chênedouit).